# Élection présidentielle algérienne de 1984
L'élection présidentielle algérienne de 1984 est l'élection du président de la République algérienne démocratique et populaire qui s'est déroulée le 12 janvier 1984. Le président sortant, Chadli Bendjedid, seul candidat, a été réélu avec 99,42 % des voix.